# Ủy ban 11/9
Ủy ban Quốc gia về Các cuộc tấn công khủng bố vào Hoa Kỳ, còn được gọi là Ủy ban 11/9, được thành lập vào ngày 27 tháng 11 năm 2002, "để chuẩn bị một bản tường trình đầy đủ và đầy đủ về các tình huống xung quanh các cuộc tấn công ngày 11 tháng 9", bao gồm cả sự chuẩn bị cho và phản ứng tức thì đối với các cuộc tấn công. Ủy ban cũng được giao nhiệm vụ cung cấp các khuyến nghị được thiết kế để bảo vệ chống lại các cuộc tấn công trong tương lai.
Dưới sự chủ trì của cựu Thống đốc New Jersey Thomas Kean, ủy ban này bao gồm 5 thành viên Đảng Dân chủ và 5 thành viên Đảng Cộng hòa. Ủy ban được thành lập theo luật của Quốc hội, với dự luật được Tổng thống George W. Bush ký thành luật.
Báo cáo cuối cùng của ủy ban khá dài và dựa trên các cuộc phỏng vấn và lời khai chi tiết. Kết luận chính của nó là những thất bại của Cơ quan Tình báo Trung ương Hoa Kỳ (CIA) và Cục Điều tra Liên bang (FBI) đã cho phép các cuộc tấn công khủng bố xảy ra và nếu các cơ quan này hành động khôn ngoan hơn và quyết liệt hơn, các cuộc tấn công có thể đã được ngăn chặn. .
Sau khi công bố báo cáo cuối cùng, ủy ban này đóng cửa vào ngày 21 tháng 8 năm 2004. Trang web của ủy ban đã đóng cửa, nhưng đã được lưu trữ.

## Lịch sử

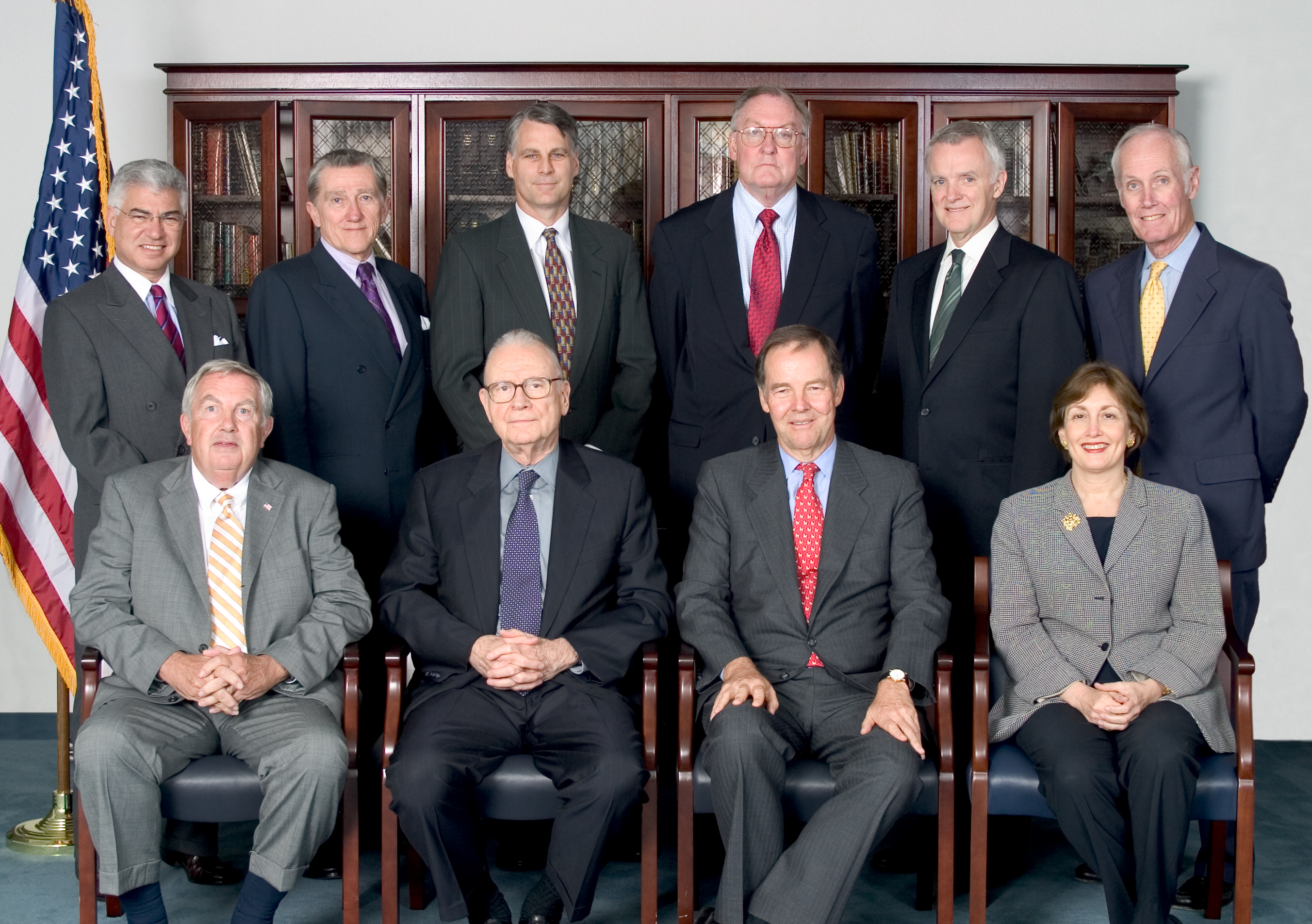
Các thành viên của Ủy ban Quốc gia về Các cuộc tấn công khủng bố vào Hoa Kỳ

Ủy ban Quốc gia về Chống Khủng bố Vào Hoa Kỳ được thành lập vào ngày 27 tháng 11 năm 2002, bởi Tổng thống George W. Bush và Quốc hội Hoa Kỳ, với cựu Ngoại trưởng Henry Kissinger ban đầu được bổ nhiệm đứng đầu ủy ban. Tuy nhiên, Kissinger từ chức chỉ vài tuần sau khi được bổ nhiệm, để tránh xung đột lợi ích. Cựu Thượng nghị sĩ Hoa Kỳ George Mitchell ban đầu được bổ nhiệm làm phó chủ tịch, nhưng ông từ chức vào ngày 10 tháng 12 năm 2002, do không muốn cắt đứt quan hệ với công ty luật của mình. Ngày 15 tháng 12 năm 2002, Bush bổ nhiệm cựu Thống đốc New Jersey Tom Kean đứng đầu ủy ban.
Đến mùa xuân năm 2003, ủy ban bắt đầu hoạt động chậm chạp, do cần thêm kinh phí để giúp nó đạt được mục tiêu trong báo cáo cuối cùng, ngày 27 tháng 5 năm 2004. Vào cuối tháng 3, chính quyền Bush đã đồng ý cung cấp thêm 9 triệu đô la cho ủy ban này, mặc dù số tiền này vẫn còn thiếu 2 triệu đô la so với những gì ủy ban yêu cầu. Các phiên điều trần đầu tiên được tổ chức từ ngày 31 tháng 3 đến ngày 1 tháng 4 năm 2003, tại thành phố New York.